# Aphidius
Aphidius es un género de avispillas parasitoides de la familia Braconidae.
Miden de 1.5 a 3 mm. La hembra deposita un solo huevo en un pulgón huésped.
Es un género de distribución cosmopolita. Algunas especies (como A. matricaria) han sido introducidas en otros países como controles biológicos.

## Especies
Algunas especies de Aphidius:
- Aphidius adelocarinus Smith, 1944[1]
- Aphidius alius Muesebeck, 1958[1]
- Aphidius colemani (Dalman, 1820)
- Aphidius ervi (Haliday, 1834)
- Aphidius linosiphonis Tomanovic & Starý, 2001

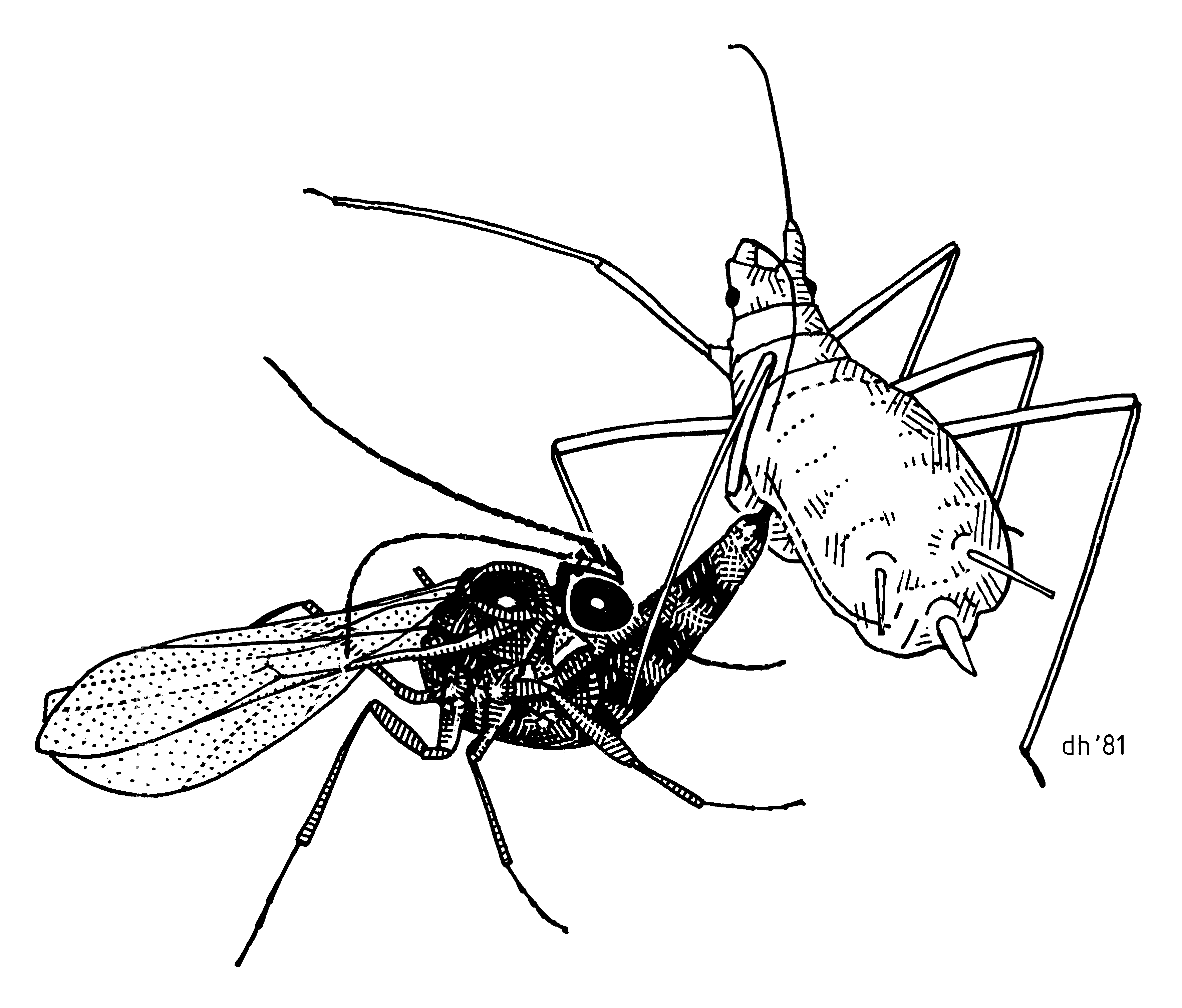
Aphidius hembra depositando un huevo en un pulgón.

- Aphidius nigripes Ashmead, 1901